# Säugen
Das Säugen ist die den Säugetieren den Namen gebende Ernährungsform für den Nachwuchs. Im Gegensatz zu anderen Tierklassen, bei denen die Jungtiere keine elterliche Nahrungsversorgung erhalten (wie Reptilien) oder vom ersten Lebenstag an gefüttert werden (wie Vögel), verfügen die weiblichen Säugetiere über Milchdrüsen, mit denen sie eine in der Zusammensetzung dem Bedarf der Jungtiere angepasste Nährflüssigkeit, die Milch, produzieren. Schon vor der Geburt der Jungen beginnt die Bildung der ersten Milch, des Kolostrums, in den Milchdrüsen. Bei neugeborenen Säugetieren ist der Saugreflex die erste motorische Fähigkeit, die sofort nach der Geburt koordiniert ausgeführt werden kann. Der Saugreiz setzt die weitere Milchproduktion in Gang. Die Jungtiere werden so lange mit Muttermilch ernährt, bis sie in der Lage sind, selbständig die dem artspezifischen Nahrungsspektrum entsprechende Nahrung aufzunehmen und zu verdauen. Mit dem sich verringernden Milchbedarf der Jungtiere geht auch die Milchproduktion des Muttertieres zurück.
Siehe auch Laktation, und zum Säugen beim Menschen siehe Stillen.
Ein heute nicht mehr üblicher Ausdruck für das Säugen eines Jungtieres ist das Spänen. Der Wortstamm liegt im mittelhochdeutschen spen bzw. spini für Brust. Entsprechend steht spunhaft oder spunnehaft für vollbrüstig. Vom Wortstamm abgeleitet ist Spanferkel.
Als Milchtritt bezeichnet man eine angeborene Verhaltensweise vieler noch sehr junger Säugetiere, mit der sie die Freigabe der Milch aus den Milchkanälen zusätzlich stimulieren.
Außer bei Säugetieren wurde bei der Springspinnenart Toxeus magnus das Säugen von Jungtieren durch eine milchähnliche Substanz beobachtet.

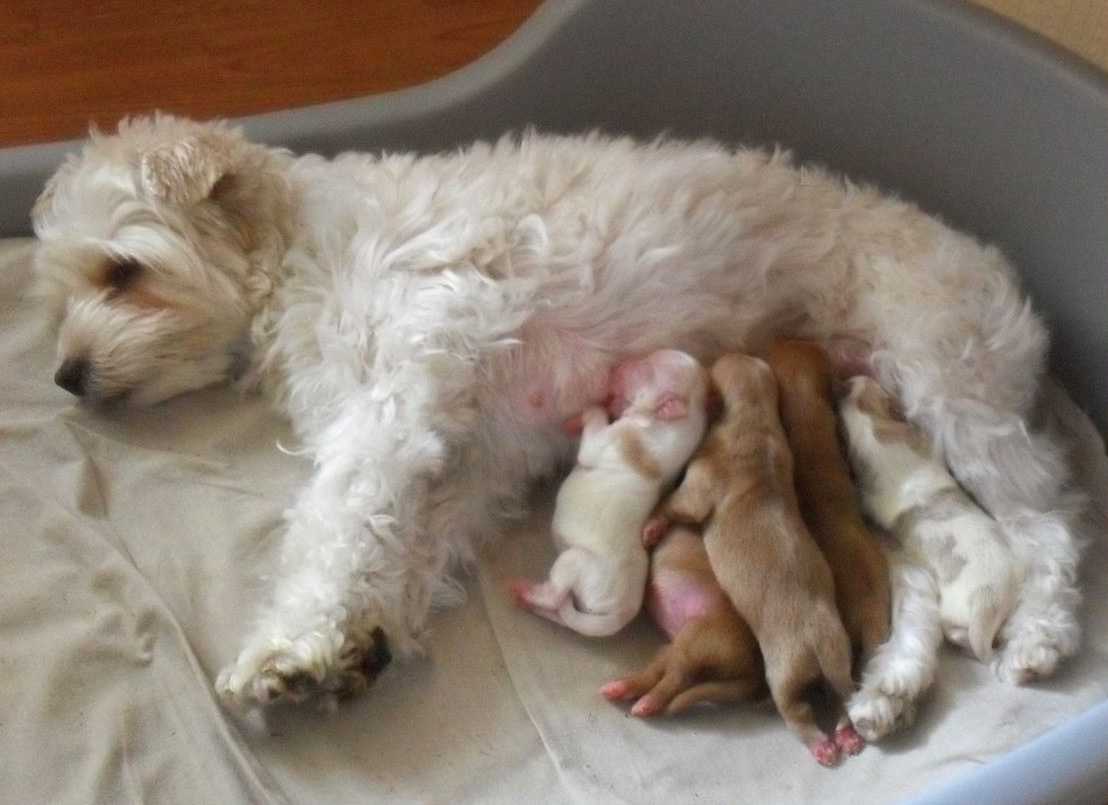
Hündin mit neugeborenen Welpen. Beim linken Welpen sieht man, wie mit der Zunge der Milchfluss erzeugt wird. Links davon eine frei liegende Zitze.
- Eurasisches Eichhörnchen das drei Jungtiere säugt
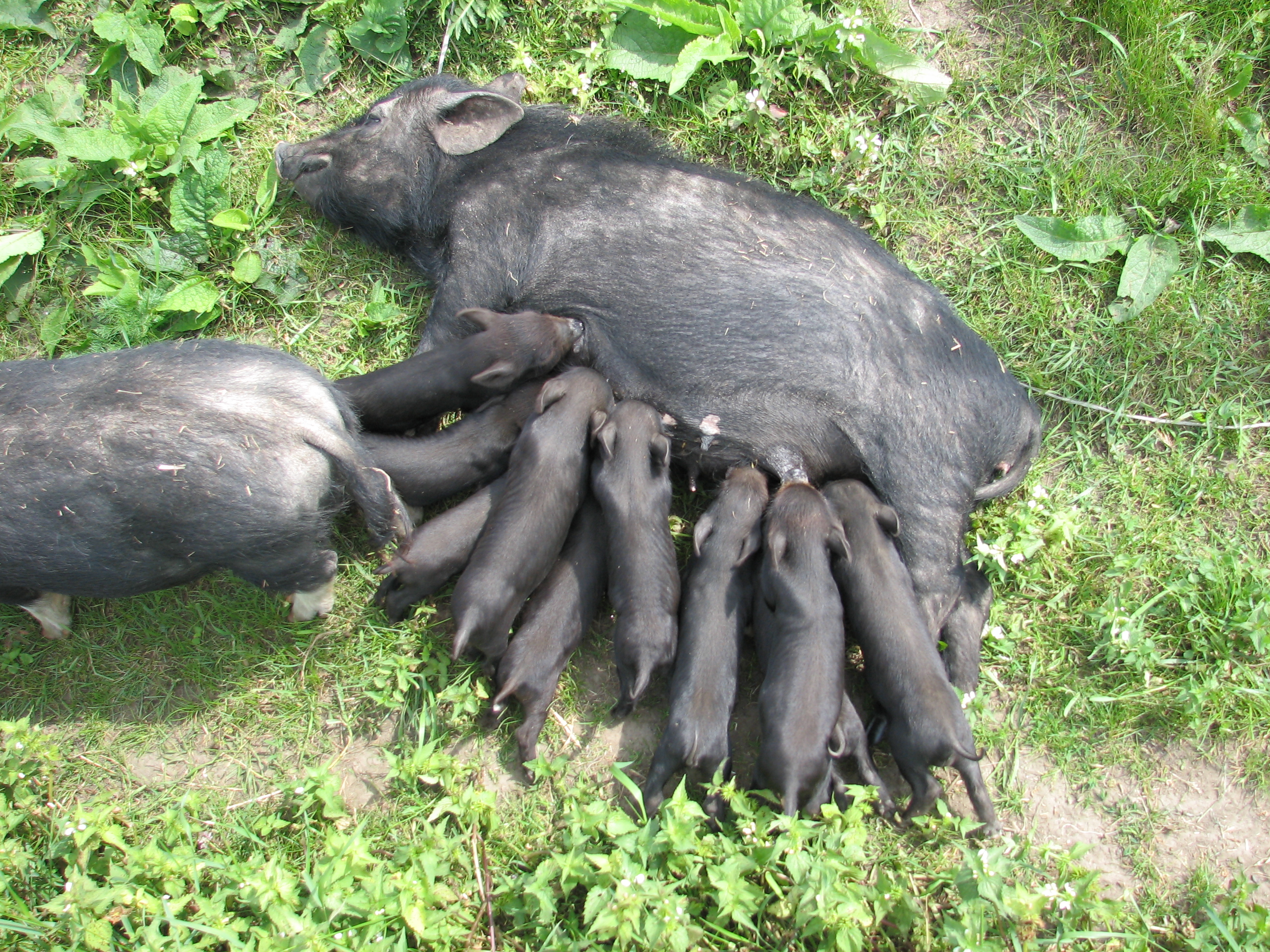
Eine säugende Sau und ihre Ferkel
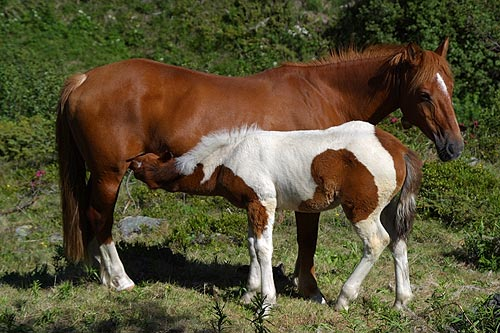
Stute mit saugendem Fohlen
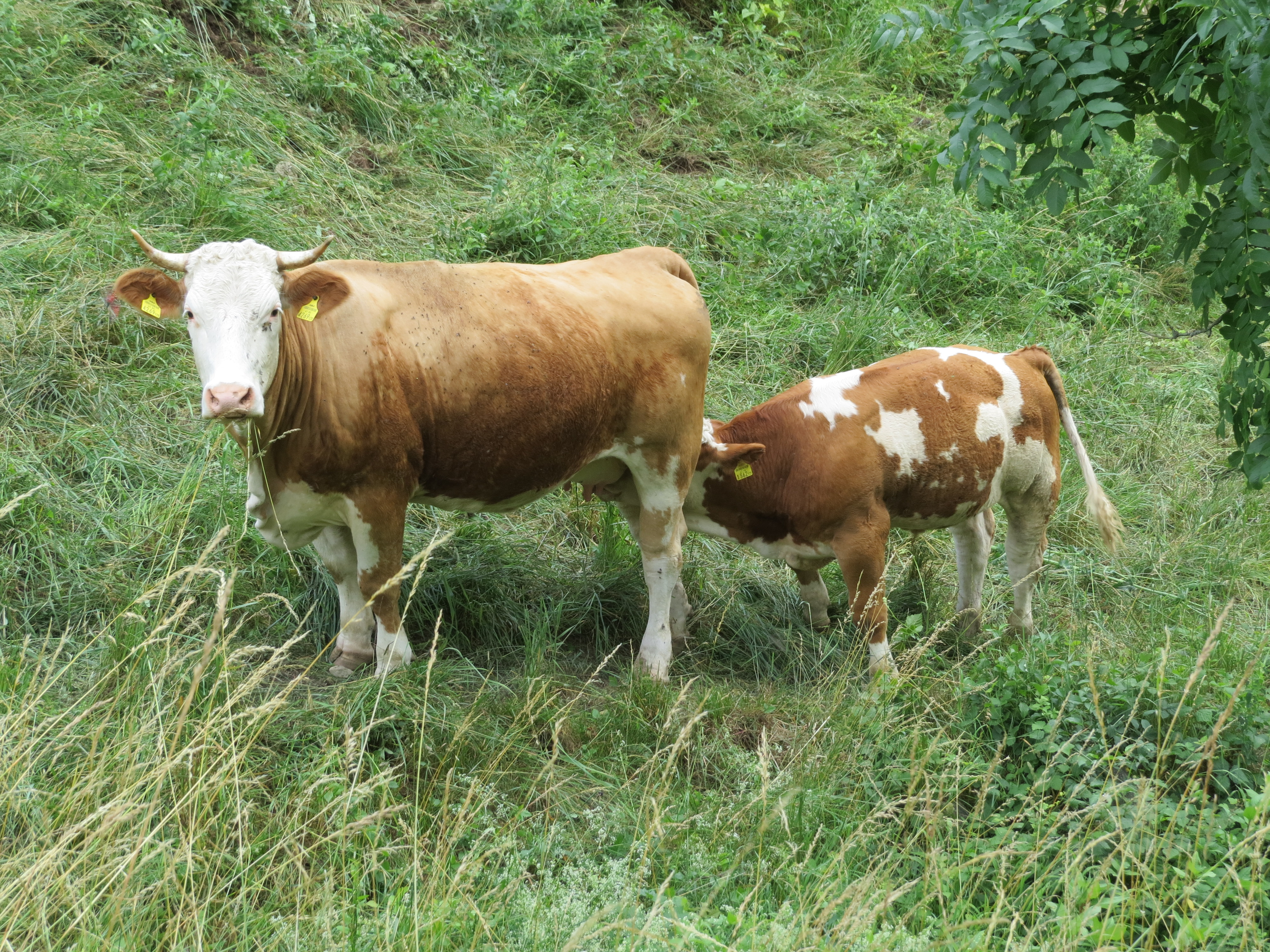
Kalb mit Mutterkuh in Frankenfels, Österreich